# Самарское (Павлоградский район)
Самарское (укр. Самарське) — село,
Богдановский сельский совет,
Павлоградский район,
Днепропетровская область,
Украина.
Код КОАТУУ — 1223581303. Население по переписи 2001 года составляло 214 человек .

## Географическое положение
Село Самарское находится на правом берегу реки Самара,
выше по течению на расстоянии в 4 км расположено село Мерцаловка,
на противоположном берегу — село Олефировка (Петропавловский район).
Река в этом месте извилистая, образует лиманы, старицы и заболоченные озёра.